# 烬灰霉素B
烬灰霉素B是一种有机化合物，分子式C17H26O4，属于大環內酯类抗生素，最早提取自产灰色链霉菌（Streptomyces cinerochromogenes）。